# Transrapid-Versuchsanlage Emsland
| TVE                                              | TVE     |
| ------------------------------------------------ | ------- |
| Lage der TVE                                     |         |
| Detailplan der Transrapid-Versuchsanlage Emsland |         |
| Streckenlänge:                                   | 31,8 km |
| Minimaler Radius:                                | 1000 m  |
| Zweigleisigkeit:                                 | –       |
|                                                  |         |

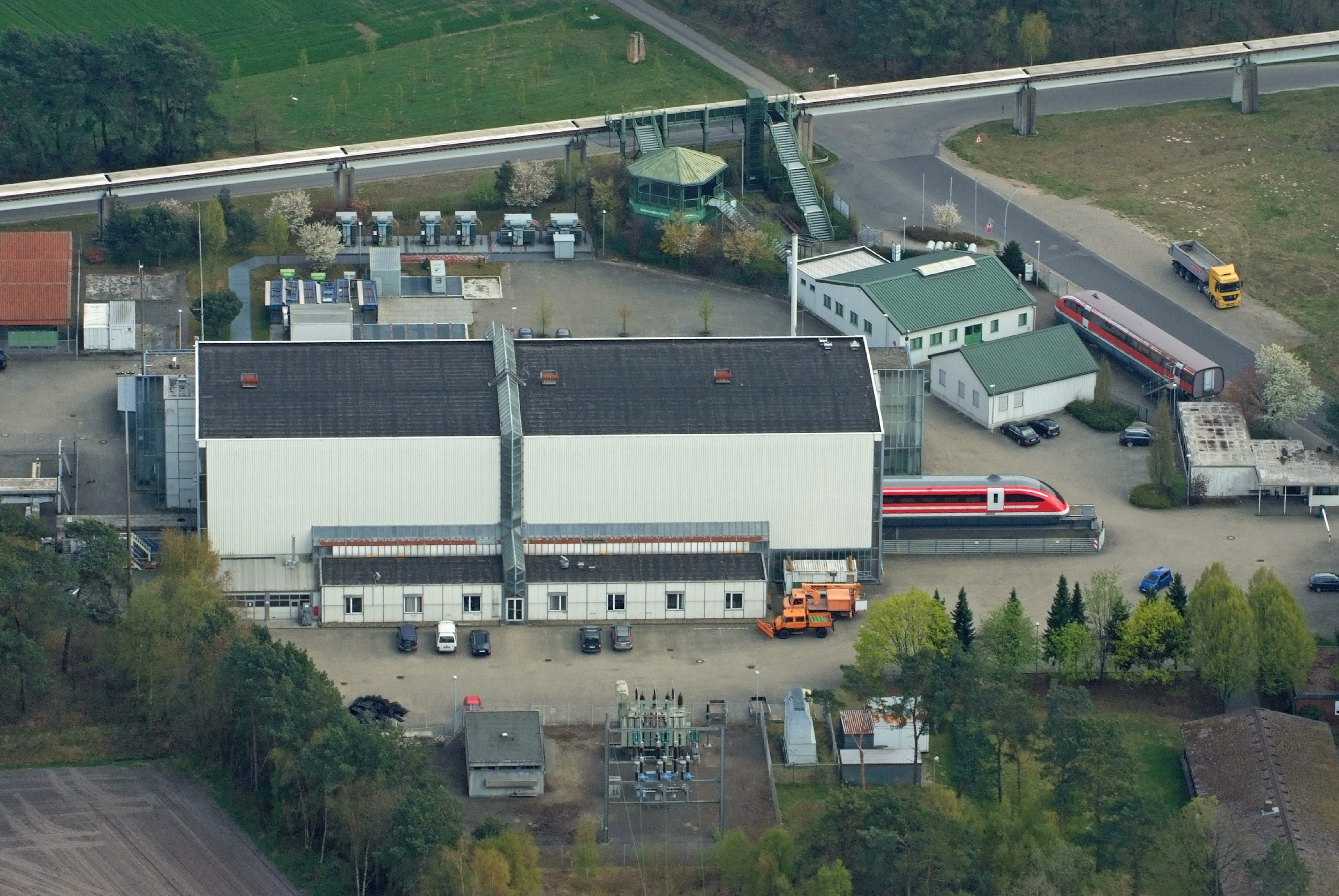
Versuchszentrum in Lathen (2013)

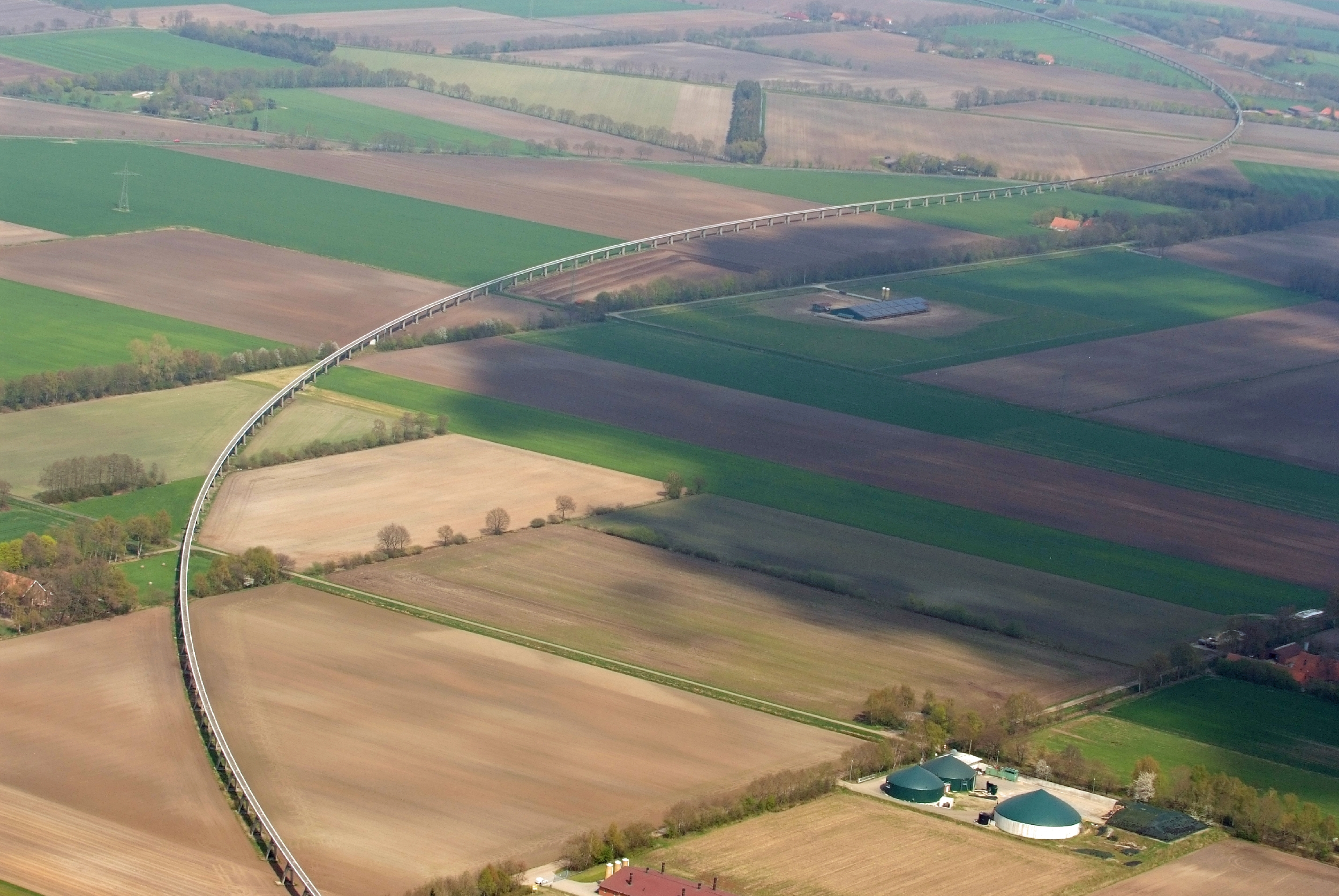
Nordschleife

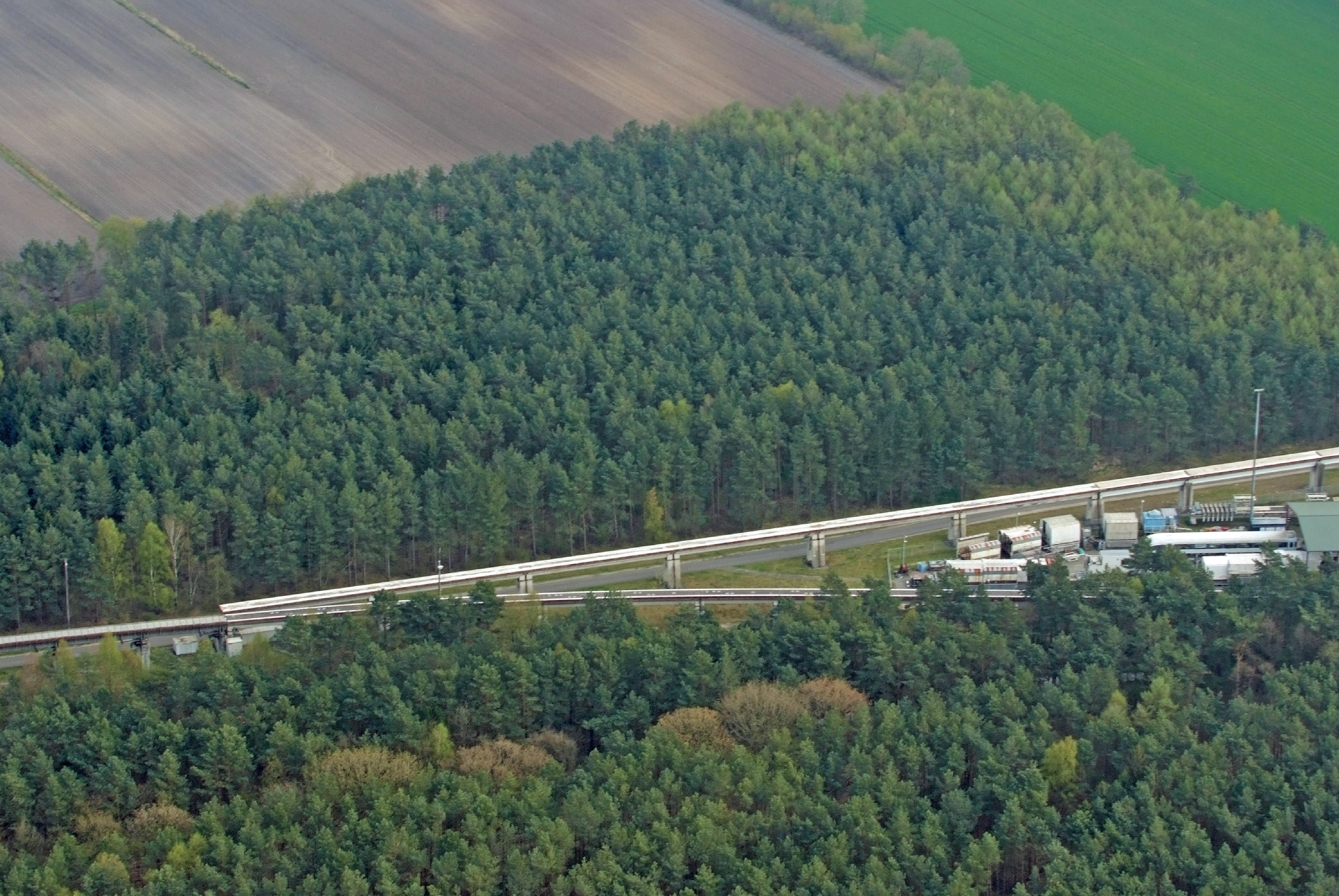
Weiche am Versuchszentrum

Die Transrapid-Versuchsanlage Emsland (TVE) ist ein stillgelegtes, jedoch bis heute vollständig erhaltenes Testgelände für die Magnetschwebebahn Transrapid mit einer 31,8 Kilometer langen Teststrecke im westlichen Teil des Landkreises Emsland in Niedersachsen (Deutschland).
Die 1980 bis 1987 erbaute Versuchsanlage wurde von der Industrieanlagen-Betriebsgesellschaft (IABG) und ab 1985 von der Versuchs- und Planungsgesellschaft für Magnetbahnsysteme, einer Tochter der damaligen Deutschen Bundesbahn und der Lufthansa, betrieben. Sie diente als Strecke für die Entwicklung und Erprobung der Transrapid-Züge Transrapid 06, 07, 08 und 09. Zudem wurden verschiedene, hier aufgeständerte Fahrwege getestet.
Nach dem 2010 beschlossenen Ende der Förderung durch den Bund wurde die Anlage Ende 2011 stillgelegt. Ein Teil des Betriebsgeländes wird als Forschungszentrum für Elektromobilität genutzt.

## Geographie
Die Transrapid-Versuchsanlage Emsland liegt im Emsland zwischen den Städten Papenburg im Norden und Meppen im Süden sowie östlich der Gemeinden Dörpen im Norden und Lathen im Süden. Wenige Kilometer westlich fließt die Ems an der Anlage vorbei. Durch das Gelände führt der teilweise fertiggestellte Seitenkanal Gleesen-Papenburg. Fünf Kilometer östlich beginnt der Geestrücken des Hümmling.
Von Norden nach Süden verläuft die Trasse über die Gebiete der Gemeinden Dörpen, Kluse, Renkenberge, Fresenburg, Lathen und der Stadt Haren (Ems).
Westlich der Versuchsanlage verlaufen die Bundesstraße 70, über deren Nebenstraßen man zur Anlage gelangen kann, und die Bundesautobahn 31.
Die in der Versuchsanlage befindliche Teststrecke führt überwiegend durch ebenes Gelände, lediglich ihre Südschleife verläuft in den südöstlich von Lathen befindlichen Hengstbergen (bis 42 Meter hoch) durch hügeliges und waldreiches Gebiet.
Auf dem Gelände der Transrapid-Versuchsanlage stehen außerdem die Testhalle sowie das Besucherzentrum.
Ferner unterquert die nur im Güterverkehr genutzte Bahnstrecke Lathen–Werlte zweimal die Trasse.

## Teststrecke

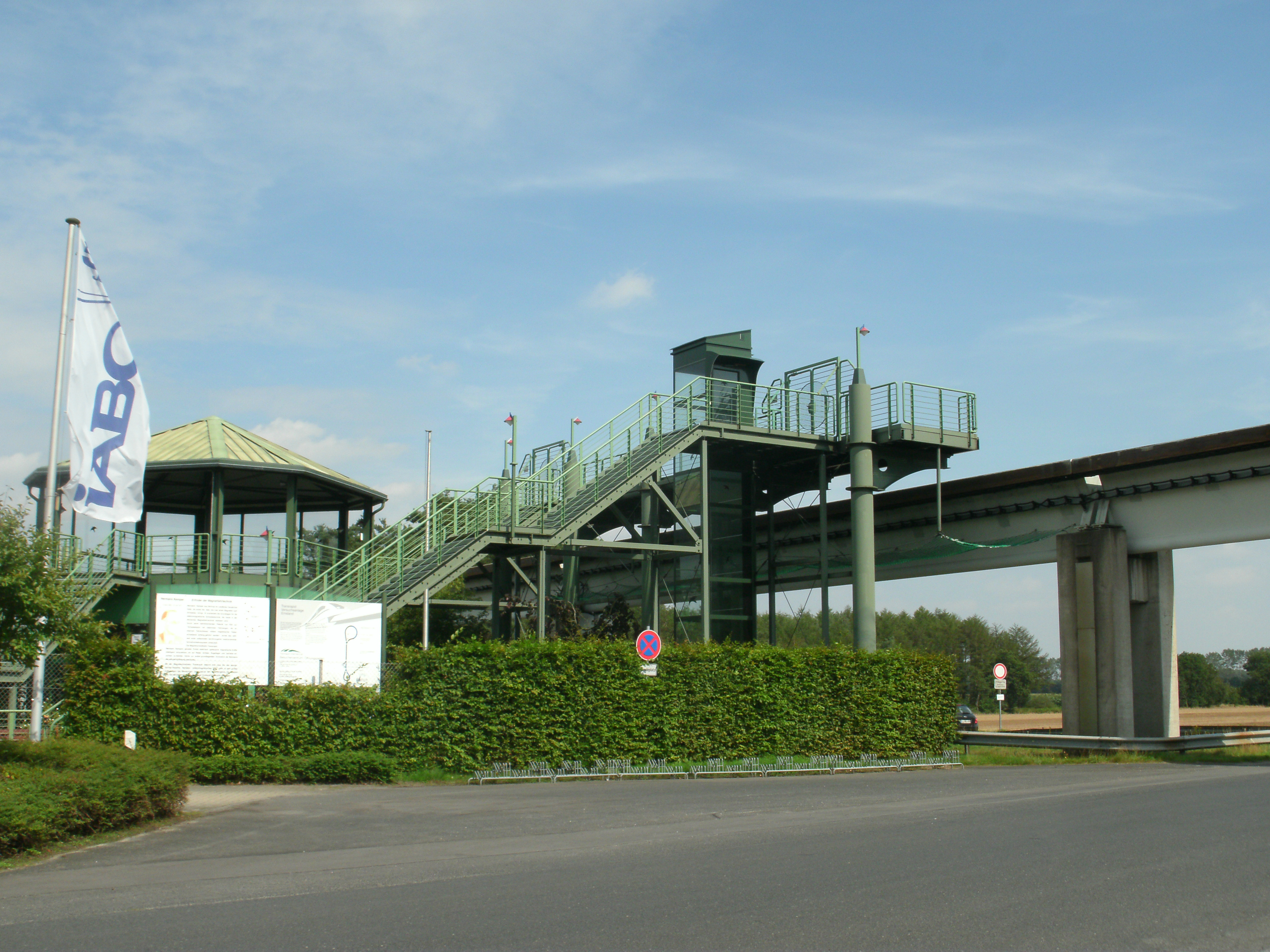
Der Bahnsteig an der Teststrecke

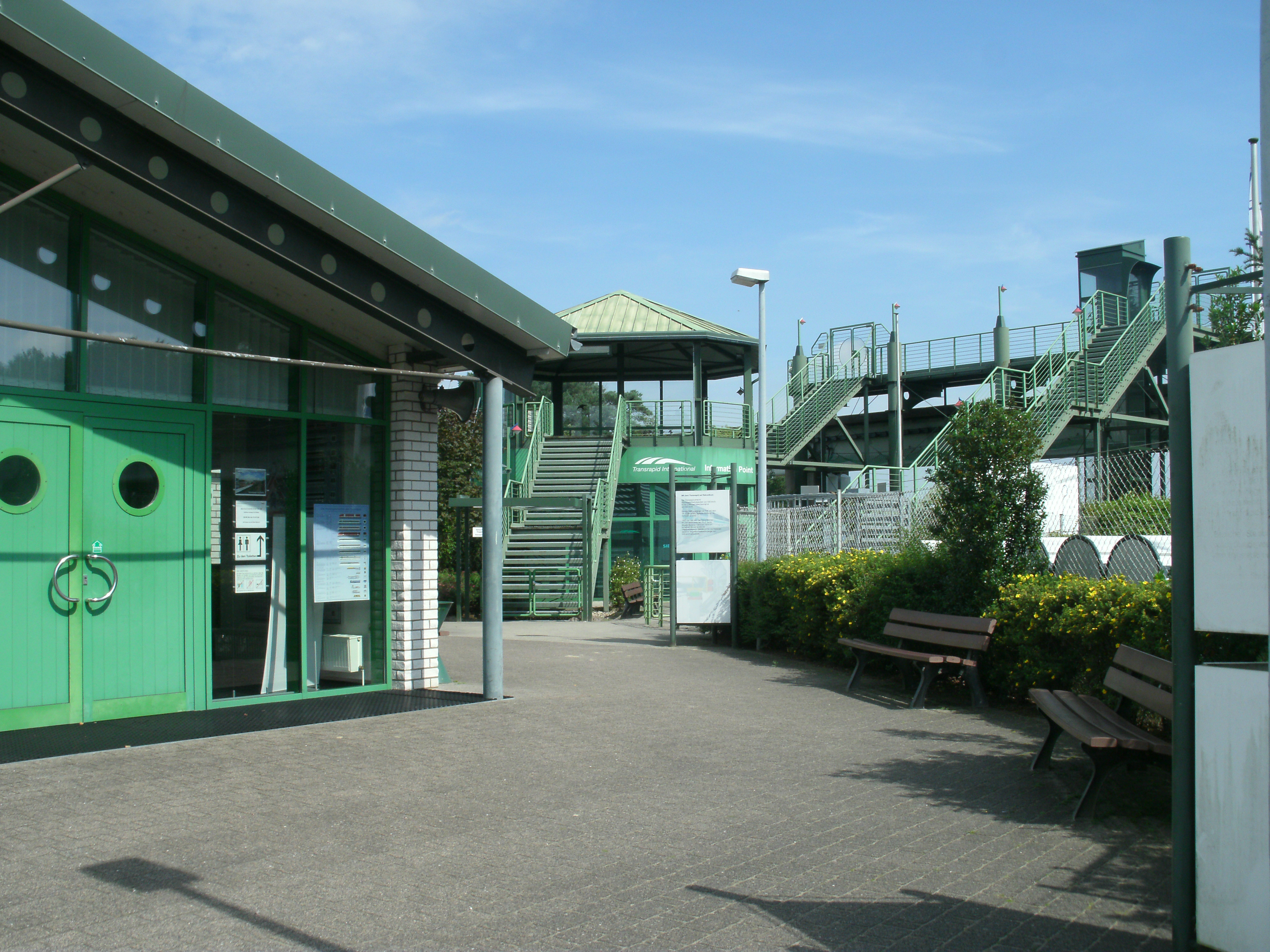
Besucherzentrum (links) und Bahnsteig (hinten), mittig der „Pavillon“ (2011)

Die 31,8 Kilometer lange Teststrecke besteht aus einem einspurigen geraden Streckenabschnitt, der durch zwei Endschleifen (Nord- und Südschleife) im Ringverkehr befahren werden kann. Dazu befinden sich am Ende der Geraden jeweils eine Weiche, eine weitere dient der Zufahrt zum Versuchszentrum.
Der gerade Streckenabschnitt ist zwölf Kilometer lang und für Hochgeschwindigkeitsfahrten bis 450 km/h geeignet (Rekordfahrt vom 10. Juni 1993). Der Kurven-Radius der Südschleife beträgt 1000 Meter, jener der Nordschleife 1690 Meter, in den Kurven beträgt die Seitenneigung des Fahrwegs zwölf Grad.

### Fahrweg

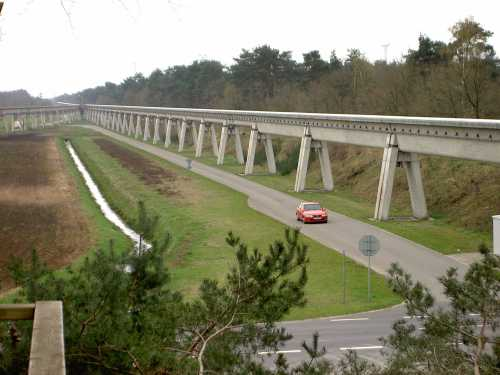
Trasse in der nördlichen Kurve (Blick nach Süden)

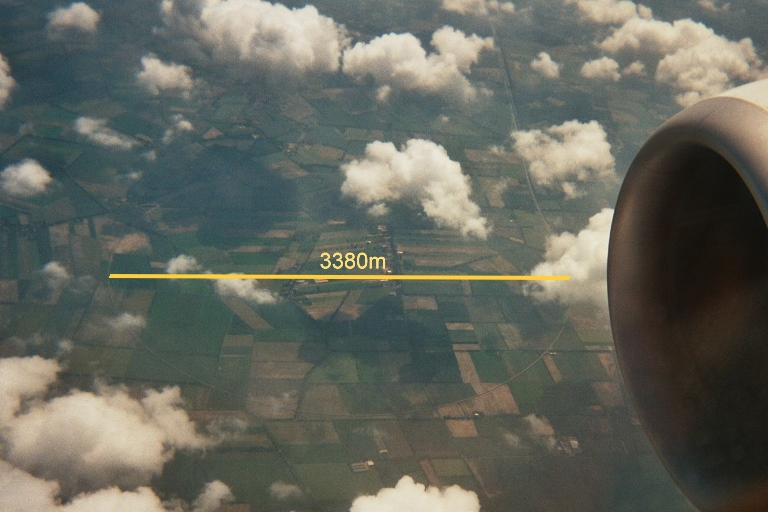
Luftbild der nördlichen Kurve (Blick nach Süden)

Nahezu die gesamte Strecke wurde in aufgeständerter Bauweise konstruiert. Lediglich ein kleiner Abschnitt in der Südschleife erprobt die ebenerdige Trassierung mit verschiedenen Fahrwegen auf einem Damm. An den Kreuzungen mit Straßen beträgt die Fahrwegshöhe 4,70 m. Getragen werden die durchschnittlich 24,8 m langen Träger von Beton- und Stahlstützen, hierbei überspannen diese entweder zwei oder drei Stützen.

### Weichen
Die Anbindung der Wendeschleifen und des Versuchszentrums erfolgt über drei von Krauss-Maffei und Thyssen-Henschel gebaute Stahlbiegeweichen. Die Weiche in die Nordschleife ist 132 Meter lang und mit bis zu 180 km/h befahrbar, wobei die Verstellung über von elektrischen Stellmotoren angetriebenen Stellarmen in Kulissenführung erfolgt. In den Endpositionen kann die Weiche hydraulisch verriegelt werden. Die südliche, 149 Meter lange Weiche ist eine Schnellfahrweiche, die über hydraulische Zylinder verstellt wird und mit bis zu 200 km/h überfahren werden kann. Die dritte Weiche von der Geraden auf das Gelände des Versuchszentrums ist 78 Meter lang, kann mit 50 km/h befahren werden und verfügt, mit Ausnahme der Verriegelung, über die gleiche Technologie wie die nördliche Weiche. Eine weitere, 50 Meter lange Weiche führt auf einen Ausweich-Streckenabschnitt vor dem Versuchszentrum.

## Geschichte

### Planungs- und Bauphase
Die Transrapid-Versuchsanlage wurde unter der Förderung des Bundesforschungsministeriums von 1980 bis 1987 in zwei Bauabschnitten von der Magnetbahnsystemindustrie gebaut.
1978 fiel der Entschluss, eine Magnetbahn-Großversuchsanlage zu errichten. Die Entwicklung der Anlage wurde Mitte 1978 aufgenommen. Der ursprünglich ins Auge gefasste Standort Manching (bei Ingolstadt) war am Widerstand von Umweltschützern gescheitert. Zuvor war die im Donauried geplante Nationale Versuchsanlage für Verkehrstechniken gescheitert. Der Standort im Emsland wurde in der Erwartung einer rasch und ohne Widerstand realisierbaren Lösung gewählt. Zudem befand sich ein Teil der Trasse bereits im Eigentum des Bundes, da hier während Zweiten Weltkriegs der Bau des Seitenkanals Gleesen-Papenburg abgebrochen worden war. Man erhoffte sich darüber hinaus einen Zuwachs des Tourismus in der Region sowie eine Reduzierung der Arbeitslosigkeit.
Mitte 1979 wurde die Planung einer Versuchsanlage aufgenommen. Im Rahmen des Auswahlprozesses wurde eine Konfiguration gewählt, die im vorgegebenen Kostenrahmen alle wesentlichen Elemente eines anwendungsnahen Fahrwegs (Neigungen, Krümmungen, Kuppen, Weichen u. a.) enthalten sollte.
Die Bauarbeiten am Fahrweg begannen im Juni 1980. In einem ersten Bauabschnitt wurde das Versuchszentrum mit einer Versuchsgeraden und der Nordschleife errichtet. Für den ersten Zwölf-Kilometer-Abschnitt wurden 422 Millionen D-Mark veranschlagt. Davon entfielen rund 60 Millionen auf das Fahrzeug. Mitte 1983 begannen die vorbereitenden Arbeiten an der zweiten Ausbaustufe (Wendeschleife Süd).
Am 30. Juni 1983 verkehrte erstmals der Transrapid 06 (ferngesteuert) auf der teilweise fertiggestellten Testanlage. Ende Oktober 1983 schwebte der Transrapid erstmals offiziell auf der Anlage. Zuvor war bereits ein 18,5 m langes Sonderfahrzeug – ein Transportfahrzeug für Personen, Geräte und Material – mit 16 Rädern über die Fahrbahn gerollt. Dieses bis zu 50 km/h schnelle Fahrzeug diente auch dem Räumen von Schnee in Höhe von bis zu 55 cm.
Am 4. Mai 1984 durchbrach der Transrapid 06 mit 205 km/h erstmals die 200-km/h-Marke. Am 16. August 1984 erreichte der TR 06 257 km/h, am 17. Oktober desselben Jahres stellte das Fahrzeug mit 302 km/h einen neuen Geschwindigkeitsrekord auf der Versuchsanlage auf.
Anfang Dezember 1987 schwebte der Transrapid 06 erstmals über die Südschleife der Versuchsanlage. Am zweiten Betriebstag stellte die Magnetbahn dabei mit 406 km/h einen neuen Weltrekord für personenbesetzte Magnetschwebefahrzeuge auf, der wenig später auf 412,6 km/h erhöht wurde.

### Regelmäßiger Versuchsbetrieb
Nach der Fertigstellung der kompletten Teststrecke wurde 1988 der Dauerbetrieb aufgenommen, um den Transrapid anwendungsnah zu testen. Am 13. Dezember 1989 erreichte der neu entwickelte Transrapid 07 436 km/h und im Juni 1993 mit 450 km/h eine neue Rekordgeschwindigkeit.
Ab 1999 wurde der Testbetrieb mit dem Transrapid 08 weitergeführt. Im Jahr 2000 wurde die Versuchsanlage in einem regionalen Projekt der Expo 2000 präsentiert. Im Jahr 2005 wurden der Transrapid 08 und die Teststrecke für den führerlosen Betrieb zugelassen.

### Unfall und Folgen

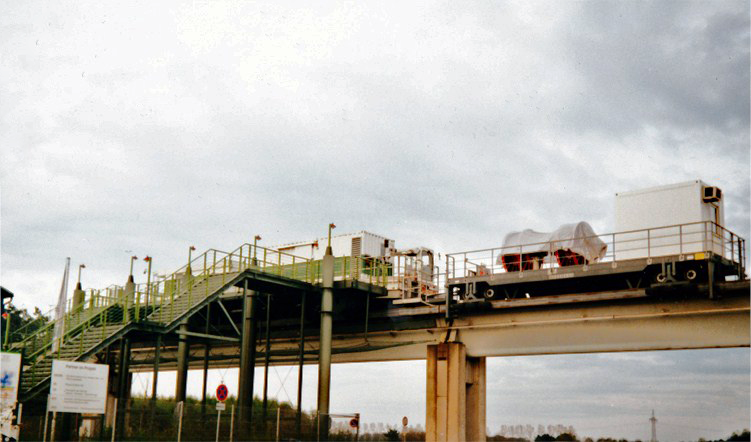
Der Werkstattwagen der Teststrecke, 2001

Am 22. September 2006 ereignete sich mit dem Transrapid 08 aufgrund menschlicher Fehler ein schwerer Unfall, wobei der mit 31 Menschen besetzte Zug nahezu ungebremst in ein auf der Strecke befindliches Werkstattfahrzeug prallte. Dadurch starben 23 Menschen und 10 wurden verletzt, am Transrapid 08 entstand Totalschaden.
Am 19. April 2007 traf die erste der drei Sektionen des neuen Transrapid 09 an der Strecke ein. Der Testbetrieb ruhte jedoch, da der Anlage nach dem Unfall die Betriebsgenehmigung entzogen worden war. Aufgrund dessen wurden rund zwei Drittel der etwa 60 Mitarbeiter zwischen September 2007 und Januar 2008 in Kurzarbeit beschäftigt. Im Dezember 2007 stellte die Betreibergesellschaft bei der dafür zuständigen Niedersächsischen Landesbehörde für Straßenbau und Verkehr einen Antrag für eine erneute Betriebsgenehmigung der Anlage. Diese Genehmigung zum Testbetrieb auf der Strecke wurde am 3. Juli 2008 mit verschiedenen Auflagen (bspw. keine Besuchermitfahrten) erteilt. Ab 29. Juli 2008 war der Transrapid 09 auf der Strecke unterwegs, Ende Mai 2009 wurde er für den Personentransport zugelassen.

### Kosten
Zwischen 1970 und 2008 flossen Bundesmittel in Höhe von rund 800 Millionen Euro in die Anlage. Davon entfiel mehr als die Hälfte auf den Bau der Anlage, der Rest wurde für Betrieb und Instandhaltung aufgewendet. Für den Bundeshaushalt 2009 waren noch Mittel in Höhe von 6 Millionen Euro für den Betrieb der Anlage angesetzt worden. In Abhängigkeit von der Zahl der Anwendungsfälle sind die beteiligten Industrieunternehmen verpflichtet, bis zu 100 Millionen Euro an Mitteln aus dem Weiterentwicklungsprogramm zurückzuzahlen.

### Ungeklärte Zukunft der Anlage
Mit dem Auslaufen des vom Bund bei Thyssenkrupp und Siemens im Jahr 2005 in Auftrag gegebenen Weiterentwicklungsprogramms (WEP) stand im Raum, dass die Strecke Ende Juni 2009 ihre Funktion verliere. Laut der Systemhäuser liege dann ein anwendungsreifes System vor, das international vermarktet werden könne und den technologischen Vorsprung Deutschlands verdeutliche. Für darüber hinausgehende Weiterentwicklungen würde die Testanlage nicht mehr benötigt. Die Pflicht zum absehbaren Rückbau der Anlage fällt der IABG zu. Eine erste, grobe Schätzung ging von Kosten in Höhe von etwa 40 Millionen Euro aus. Diese muss nach einem 1984 abgeschlossenen Betriebsführungsvertrag der Bund tragen. Am 24. Juni 2009 wurde bekannt, dass sich Landkreis, Land, Bund und Industrie auf einen Weiterbetrieb der Versuchsstrecke bis zum April 2010 verständigt hatten, um die Erprobung neu entwickelter Fahrbahnträger zu ermöglichen.
Im Rahmen der Haushaltsberatungen des Bundes wurde im November 2010 beschlossen, die erwarteten Abbaukosten dem Landkreis Emsland-Lathen zur Verfügung zu stellen. Dieser beabsichtigte, die Versuchsanlage in ein Forschungszentrum umzuwandeln. Dabei wurde ein Umbau in ein Forschungszentrum für Elektromobilität erwogen. Von den am Bau des Transrapids beteiligten Unternehmen hat lediglich das an der Konstruktion des Fahrwegs forschende Bauunternehmen Max Bögl eine Bereitschaft zur Beteiligung an der weiteren Finanzierung der Versuchsanlage bekundet.
Der Verkehrswissenschaftler Peter Mnich bestätigte die Meinung von Siemens und Thyssenkrupp, dass die Versuchsstrecke für die Weiterentwicklung des Transrapids nicht erforderlich sei. Vielmehr seien Daten und Erfahrungen aus einem Regelbetrieb notwendig. Kritiker einer Aufgabe der Versuchsstrecke, darunter das am Bau des Transrapidfahrweges beteiligte Unternehmen Max Bögl, verwiesen jedoch auf erforderliche Tests zur Optimierung von neu entwickelten Komponenten der Fahrbahn. Sie sahen auch eine Notwendigkeit, die Anlage für die Präsentation des Systems für Interessenten zu erhalten. So sei die Anlage im Falle eines Auftrags für Schulungen vor Fertigstellung der zu bauenden Strecke erforderlich. Ferner wurde befürchtet, dass eine Stilllegung der Versuchsanlage im Ausland als Signal für die Aufgabe der Magnetbahntechnologie interpretiert wird.
Ursprünglich sollte die Teststrecke im Jahre 2012 zurückgebaut werden, den etwa 60 Mitarbeitern der Versuchsanlage wurde Ende November 2011 gekündigt. Dann wurden Pläne ins Gespräch gebracht, auf dem Gelände ein Forschungszentrum für Elektromobilität anzusiedeln, um das induktive Aufladen von Akkus während der Fahrt zu testen. Dazu gründete der Betreiber IABG 2012 die Tochter Integrated Infrastructure Solutions GmbH (INTIS), die neben dem teilweisen Rückbau der Versuchsanlage auch den genannten Technologietransfer in neue Anwendungen leisten soll. Der Forschungsbetrieb mit etwa 20 Mitarbeitern ist in den alten Werkshallen des Betriebsgeländes angesiedelt. Die Pylonen und der Fahrweg werden aus Sicherheitsgründen weiterhin regelmäßig gewartet und instand gesetzt.
Der letzte auf der Strecke getestete Zug, der Transrapid 09, der nach dem Ende des Versuchsbetriebs 2011 auf dem Betriebsgelände abgestellt war, wurde im November 2016 von der H. Kemper GmbH & Co. KG für 200.001 € ersteigert und im September 2017 auf deren Firmengelände in Nortrup aufgestellt. Dort sollen zwei der drei je 25 m langen Sektionen des Zuges als Konferenz- und als Ausstellungsräume zur Geschichte des Transrapid genutzt werden. Die dritte Sektion soll mit dem ab 2019 öffnenden Hermann-Kemper-Museum für die Öffentlichkeit zugänglich gemacht werden. Hermann Kemper, der Erfinder der Magnetschwebebahn, entstammte derselben Familie wie die Eigentümer des Wurst- und Fleischwarenherstellers Kemper.
Ende 2019 hatte der Rückbau der Trasse noch nicht begonnen, da zwischen IABG und Bund Uneinigkeit über den Umfang besteht. So ist strittig, ob auch unterirdische Fundamente, die bis zu 16 m tief gegründet wurden, vollständig entfernt werden müssen. Für den Rückbau wurden der Gesellschaft durch den Bund bis zu 8,4 Millionen Euro für die Finanzierung versprochen.
Einem Bericht zufolge hat der chinesische Bahnkonzern China Railway Rolling Stock (CRRC) Interesse an einer Weiternutzung der Transrapid-Teststrecke bekundet. Außerdem ist die Hochschule Emden/Leer an einer Reaktivierung der Anlage als Teststrecke für das in Entwicklung befindliche Hyperloop-System interessiert. Bis Ende 2023[veraltet] ist hierfür der Rückbau der Trasse ausgesetzt.

### Förderverein Transrapid Emsland e. V.

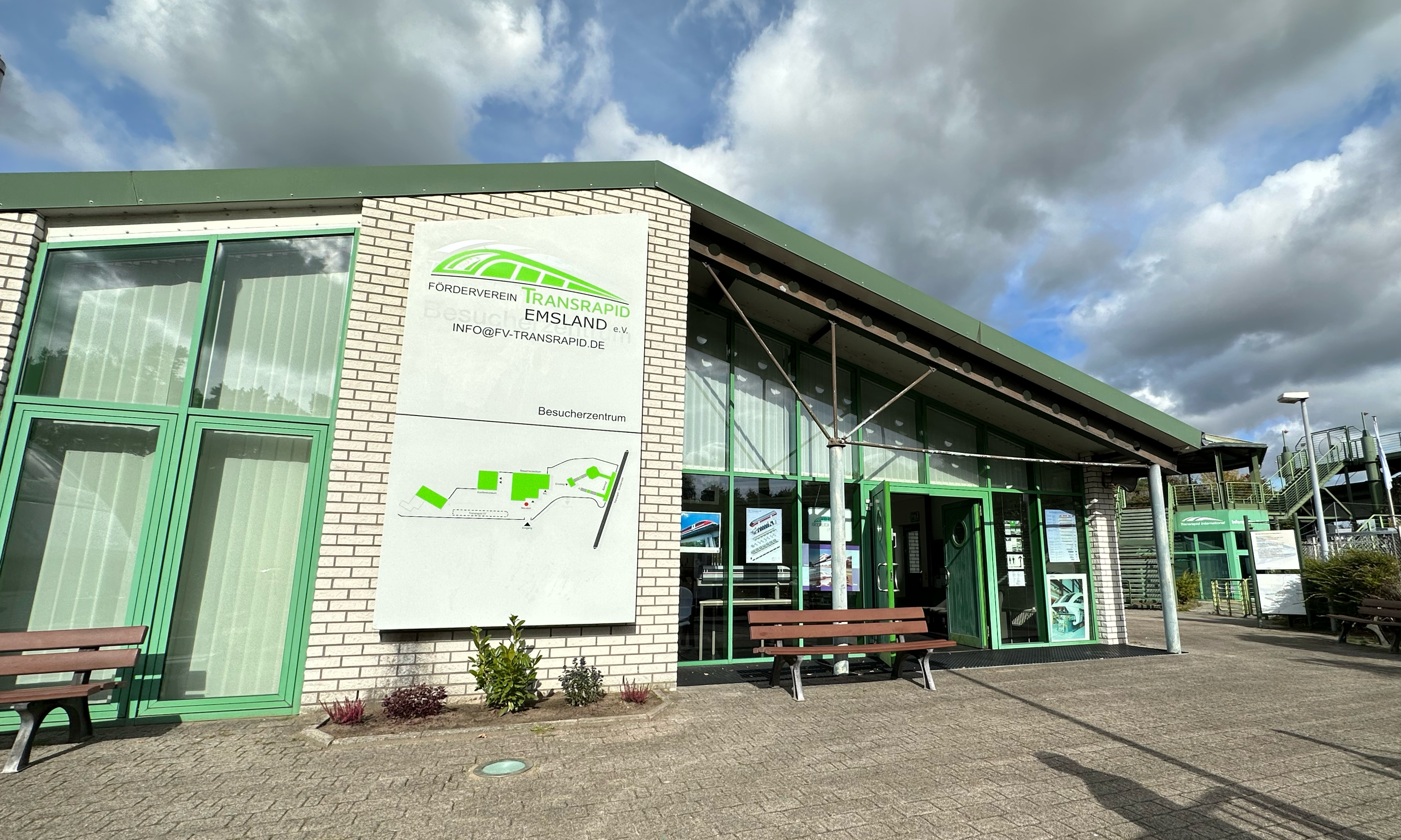
Das wiedereröffnete Besucherzentrum

Der im November 2021 gegründete Förderverein arbeitet an der Neueröffnung des Besucherzentrums und der optischen Überholung der verbliebenen Transrapid-Fahrzeuge. Seit Juli 2022 ist das Besucherzentrum wieder geöffnet.

## Fahrleistungsdaten auf der TVE
| Transrapid-Fahrzeuge TR06, TR07 und TR08                             | Transrapid-Fahrzeuge TR06, TR07 und TR08 |
| -------------------------------------------------------------------- | ---------------------------------------- |
| Maximalgeschwindigkeit (TR07) (10. Juni 1993)                        | 450 km/h                                 |
| Längste Nonstop-Fahrt (TR07) (6. Juni 1993)                          | 1.674,05 Kilometer                       |
| Max. Tagesfahrleistung (TR07) (15. August 1990)                      | 2.476 Kilometer                          |
| Gesamtfahrleistung TVE (TR06, TR07 und TR08) (bis 13. Dezember 2001) | ungefähr 778.500 Kilometer               |
| Besuchermitfahrten TR06 (1983–1989)                                  | 21.093                                   |
| Besuchermitfahrten TR07 (1989–1999)                                  | 258.100                                  |
| Besuchermitfahrten TR08 (bis 22. September 2006)                     | 293.611                                  |